# Дальницька сільська територіальна громада
Дальницька сільська територіальна громада — територіальна громада в Україні, у Одеському районі Одеської області, створена 4 серпня 2017 року в рамках адміністративно-територіальної реформи 2015–2020 років. Адміністративний центр — село Дальник.
Площа — 157.7 км², населення — 13 839 мешканців (2020).
Громада утворена в результаті об'єднання чотирьох сільських рад: Дальницької, Барабойської, Доброолександрівської і Роксоланівської.

Перші вибори відбулися 29 жовтня 2017 року.
17 липня 2020 року постановою Верховної Ради (згідно Розпорядження КМУ від 12 червня 2020 р.) до склади громади було долучено: Мар'янівську і Новоградківську сільські ради.
15 липня 2005 року прийнято рішення Дальницької сільської ради про перейменування, котрі визнано скандальними:
- У селі Дальник вулицю Максима Браславського, загиблого військовослужбовця, перейменували на вулицю Перемоги;
- У селі Санжійка вулицю Дмитра Мельника, загиблого військового, змінили на вулицю Бузкову, вулицю Івана Липи – на Затишну, а провулок Левка Симиренка – на Привітний;
- У селі Доброолександрівка вулицю Романа Шухевича перейменували на Оксамитову;
- У селі Мар’янівка вулицю Василя Вишиваного змінили на Незалежну, а провулок Катерини Білокур – на Радісний;
- Провулок Християни Бейтельсбахер у селі Новоградківка став провулком Перемоги;
- У селі Роксолани вулиця Всеволода Змієнка отримала нову назву – вулиця Дружби;
- У садівницькому товаристві “Чайка” вулицю Єсеніна перейменували на Вишневу.

В Українському інституті національної памʼяті вважають ці перейменування неприйнятними, оскільки вони стосуються топонімів, названих на честь захисників України та борців за незалежність у ХХ столітті.

## Склад громади
До складу громади входять одне селище Богатирівка і 8 сіл:
- Барабой
- Грибівка
- Дальник
- Доброолександрівка
- Мар'янівка
- Новоградківка
- Роксолани
- Санжійка